# Беннинген-ам-Неккар
Беннинген-ам-Неккар (нем. Benningen am Neckar) — община в Германии, в земле Баден-Вюртемберг. 
Подчиняется административному округу Штутгарт. Входит в состав района Людвигсбург.  Население составляет 5793 человека (на 31 декабря 2010 года). Занимает площадь 4,87 км².

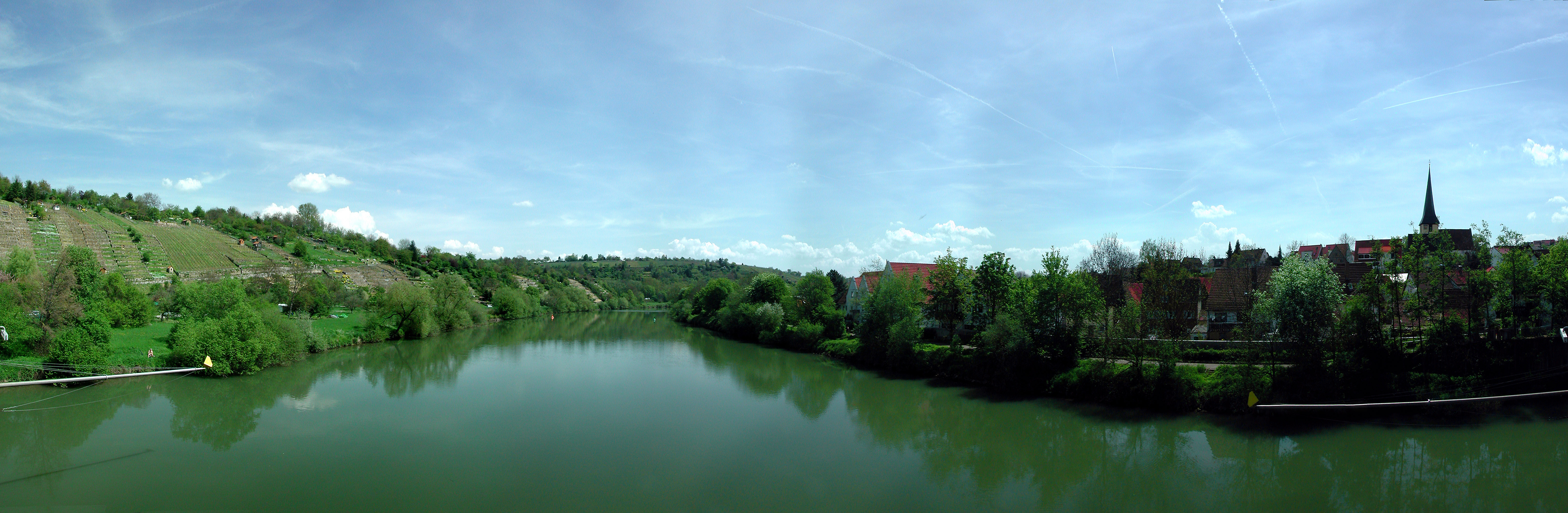
Беннинген-ам-Неккар